# Japan Women's Open Tennis 2018
Il Japan Women's Open Tennis 2018 (noto anche come Hana-cupid Japan Women's Open per motivi di sponsorizzazione) è stato un torneo di tennis giocato sul cemento all'aperto. È stata la decima edizione del Japan Women's Open Tennis, che fa parte della categoria WTA International nell'ambito del WTA Tour 2018. Si è giocato a Hiroshima, in Giappone, dal 10 al 16 settembre 2018.

## Partecipanti

### Teste di serie
| Nazionalità   | Giocatore        | Ranking* | Testa di serie |
| ------------- | ---------------- | -------- | -------------- |
| Cina          | Zhang Shuai      | 34       | 1              |
| Taipei cinese | Hsieh Su-wei     | 43       | 2              |
| Kazakistan    | Yulia Putintseva | 50       | 3              |
| Cina          | Wang Qiang       | 52       | 4              |
| Australia     | Ajla Tomljanović | 58       | 5              |
| Kazakistan    | Zarina Diyas     | 60       | 6              |
| Cina          | Zheng Saisai     | 63       | 7              |
| Polonia       | Magda Linette    | 68       | 8              |

* Ranking al 27 agosto 2018.

### Altre partecipanti
Le seguenti giocatrici hanno ricevuto una wild card:
- Misaki Doi
- Nao Hibino
- Miyu Katō

La seguente giocatrice è entrata in tabellone tramite il ranking protetto:
- Mandy Minella

Le seguenti giocatrici sono passate dalle qualificazioni:

- Amanda Anisimova
- Priscilla Hon
- Arina Rodionova
- Zhang Yuxuan

### Ritiri
Prima del torneo
- Ana Bogdan → sostituita da  Fiona Ferro
- Jennifer Brady → sostituita da  Jana Fett
- Aliaksandra Sasnovich → sostituita da  Duan Yingying
- Stefanie Vögele → sostituita da  Magdalena Fręch

Durante il torneo
- Yulia Putintseva

## Campionesse

### Singolare
Hsieh Su-wei ha battuto in finale  Amanda Anisimova con il punteggio di 6-2, 6-2.
- È il terzo titolo in carriera per Hsieh, il primo della stagione.

### Doppio
Eri Hozumi /  Zhang Shuai hanno battuto in finale  Miyu Katō /  Makoto Ninomiya con il punteggio di 6-2, 6-4.